# جواو دو ريو
جواو دو ريو (بالبرتغالية: João do Rio‏) هو صحفي والمؤرخ الإخباري وكاتب وكاتب مسرحي ومترجم برازيلي، ولد في 5 أغسطس 1881 في ريو دي جانيرو في البرازيل، وتوفي بنفس المكان في 23 يونيو 1921 بسبب نوبة قلبية.